# Вальхия
Вальхия или Валхия (лат. Walchia) — род ископаемых древесных растений семейства † Вальхиевые (Walchiaceae) порядка сосновых (Pinales)сосновых, который включает в себя около десяти видов. По данным GBIF на октябрь 2024 семейство Вальхиевые является синонимом семейства † Utrechtiaceae, которое входило в порядок †Вольциевые (Voltziales). 
Окаменелости этих растений были обнаружены в Верхнепенсильванских (каменноугольных) и нижнепермских (около 310–290 млн лет назад) породах Европы и Северной Америки.
Они представляли собой деревья с мутовчатым ветвлением; широко распростертые боковые ветви несли тонкие узкие листочки. Мужские цветы — сережчатые, женские — в виде шишек. Вальхии — одни из древнейших представителей хвойных.